# Casa-fàbrica Torres i Bellbey
La casa-fàbrica Torres i Bellbey era un edifici situat al carrer de la Reina Amàlia, 30-32 del Raval de Barcelona, enderrocat per a la construcció d'un bloc d'habitatges de Núñez i Navarro.

## Història i descripció
El 1833, el fabricant de productes químics Jaume Torres i Bellbey va demanar permís per a edificar una casa-fàbrica de planta baixa i pis al carrer d'Amàlia, segons el projecte del mestre de cases Josep Pedrerol i Carbonell. La parcel·la s'organitzava en dues «quadres» de crugia simple (uns 6 m d'amplada) separades per un pati central. A conseqüència de l'edicte d'Obreria del 10 d'abril de 1846, el fabricant va haver de presentar una sol·licitud de legalització de la màquina de vapor, amb plànols signats pel mestre d'obres Narcís Nuet. El 1860, es va presentar a l'Exposició Industrial de Barcelona amb una mostra de blanc de plom.
El 1854 s'hi va instal·lar el taller de construcció de màquines de Rafael Valls i Germans (posteriorment Valls Germans), que compartia les instal·lacions amb la fàbrica de productes químics. El 1859, van demanar permís per a instal·lar-hi una màquina de vapor de 3 CV, i el 1860, es van presentar a l'Exposició Industrial de Barcelona amb dues premses, un cilindre i un gat. El 1868, van presentar el projecte d'una nova casa-fàbrica a l'Eixample, a la cantonada dels carrers de Borrell i de Campo Sagrado, obra de l'arquitecte Leandre Serrallach, i el 1869 van començar el trasllat a les noves instal·lacions, obtenint el permís de la màquina de vapor el 1871.
A finals del segle xix, hi havia la fàbrica de mantes de cotó de Modest Tella, que el 1898 va demanar permís per a instal·lar-hi un motor elèctric. Posteriorment, el negoci es transformà en un magatzem de residus de cotó.

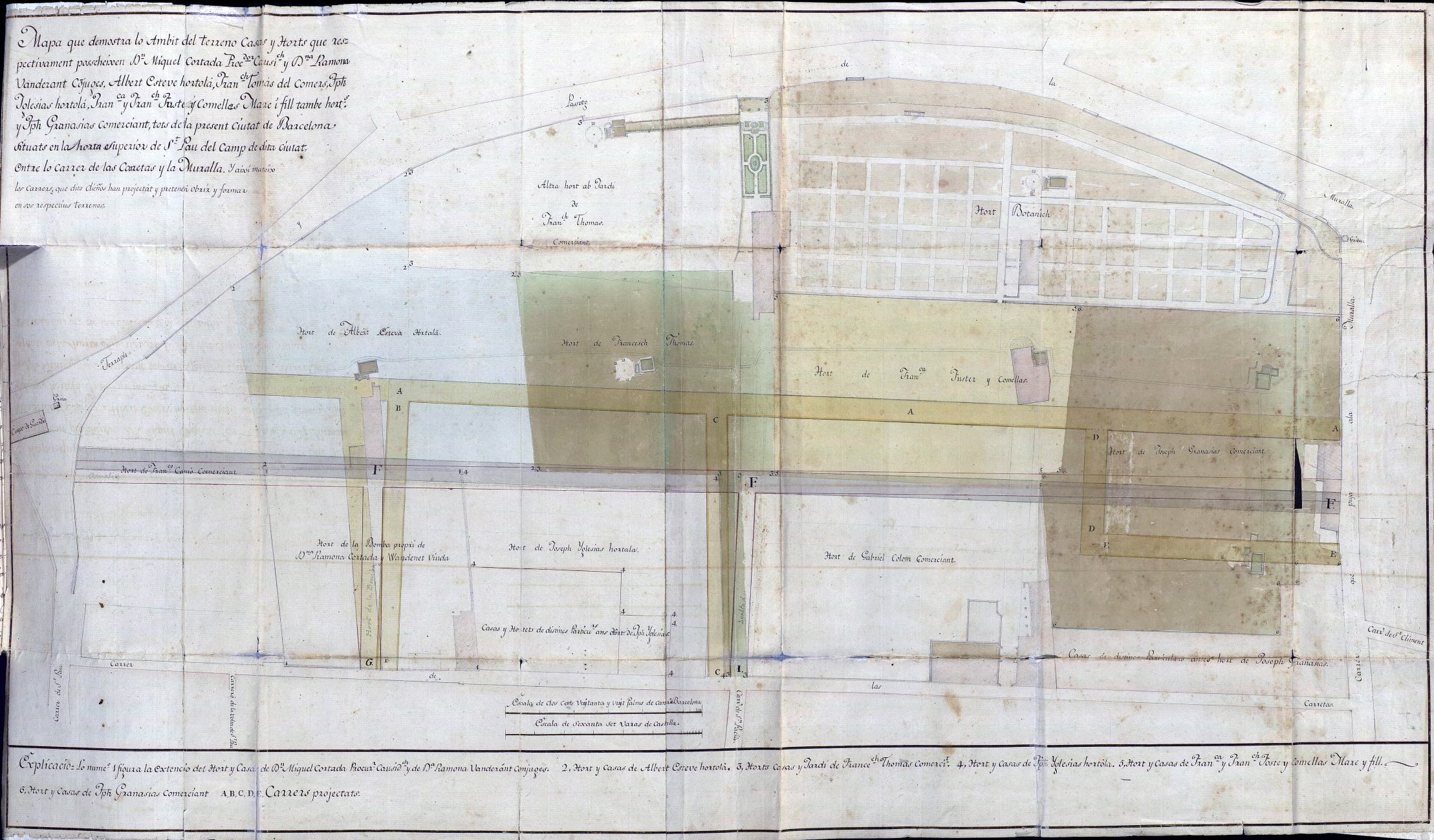
Projecte d'obertura dels carrers de la Reina Amàlia, Lleialtat i Hort de la Bomba (1807)

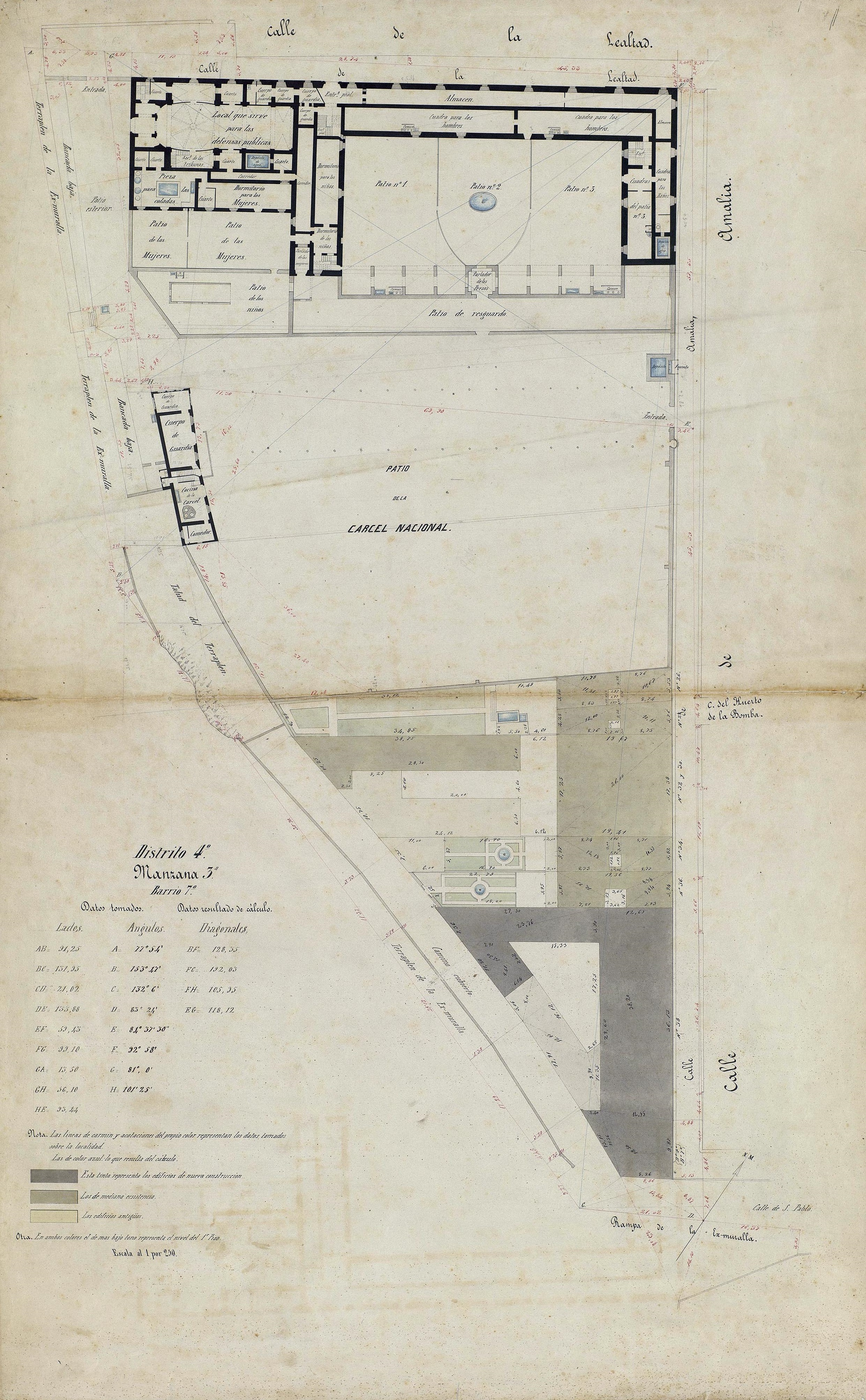
Quarteró núm. 104 de Garriga i Roca (c. 1860)